# Gant-Wevelgem 1935
La Gant-Wevelgem 1935 fou la 2a edició de la cursa ciclista Gant-Wevelgem i es va disputar el 30 de juny de 1935 sobre un recorregut de 120 km. El vencedor fou el belga Albert Depreitere, que s'imposà en solitari. Els també belgues Jérôme Dufromont i Karel Catrysse foren segon i tercer respectivament.

## Classificació final
| Classificació general final \| Cilista \| Equip \| Temps \| \| ------- \| ----------------------- \| ---------- \| \| 1 \| Albert Depreitere (BEL) \| 3h 28' 00" \| \| 2 \| Jérôme Dufromont (BEL) \| + 45" \| \| 3 \| Karel Catrysse (BEL) \| + 1' 00" \| \| 4 \| Urbain Desmet (BEL) \| + 1' 25" \| \| 5 \| Gérard Vlaemynck (BEL) \| + 2' 05" \| \| 6 \| Remi Verstichelen (BEL) \| + 3' 00" \| \| 7 \| Lucien Storme (BEL) \| + 4' 15" \| \| 8 \| Albert Roose (BEL) \| + 4' 15" \| \| 9 \| Joseph Devos (BEL) \| + 6' 15" \| \| 10 \| Albert Rommelaere (BEL) \| + 6' 15" \| |                         |            |
| Cilista | Equip                   | Temps      |
| 1 | Albert Depreitere (BEL) | 3h 28' 00" |
| 2 | Jérôme Dufromont (BEL)  | + 45"      |
| 3 | Karel Catrysse (BEL)    | + 1' 00"   |
| 4 | Urbain Desmet (BEL)     | + 1' 25"   |
| 5 | Gérard Vlaemynck (BEL)  | + 2' 05"   |
| 6 | Remi Verstichelen (BEL) | + 3' 00"   |
| 7 | Lucien Storme (BEL)     | + 4' 15"   |
| 8 | Albert Roose (BEL)      | + 4' 15"   |
| 9 | Joseph Devos (BEL)      | + 6' 15"   |
| 10 | Albert Rommelaere (BEL) | + 6' 15"   |